# Peter Klusen
Peter Klusen (Mönchengladbach, 1951. március 20. –) német író, fordító és képregényíró.

## Élete és munkássága
Mönchengladbach-ban született 1951-ben. Jelenleg íróként és képregényíróként dolgozik. A Mainz-i Egyetem és az RWTH Aachen Egyetem (német nyelv, újságírás és társadalomtudományok) elvégzése után a FernUniversität Hagen-ben, a egyetlen államilag finanszírozott német távoktatású egyetemen és a Mönchengladbach-i Franz Meyers Gimnáziumban dolgozott tanárként.
1980-ban kezdet írni ifjúsági színdarabokat. A kortársak elnyomása ellenére Klusen egyaránt írt tündérmesedarabokat, verseket, elbeszéléseket, bűnügyi történeteket, valamint felülvizsgálatokat végzett a klasszikus gyermek- és ifjúsági irodalomban is.
1994 és 2008 között az évente megjelenő Muschelhaufen (szerkesztője Erik Martin) állandó munkatársa volt. 1998-ban megkapta a Bad Wildbad gyermekirodalmi díjat, majd 2007-ben elnyerte az F&F irodalmi díjat Frankfurt am Mainban.
Többek között lefordította Mark Twain Koldus és királyfi című novelláját, amelyet színdarabban is megírt és először a Schauspielhaus Bochum-ban (Theater unter Tage) mutatták be 2003-ban.

## Művei

### Versek, narrációk, krimik és novellák
- Riesenfrieder, Kuchenkrümel und der große Bär. Die Geschichte von einem, der auszog das Fürchten zu verlernen. 1991, ISBN 3-926525-09-6
- Gullivers Reisen. (Gulliver utazásai). Fordítás. 1993, ISBN 3-401-04474-5
- lichterloh im siebten himmel. Versek. 1994, ISBN 3-922690-51-3
- Die wunderbare Reise des kleinen Nils Holgersson mit den Wildgänsen. (Nils Holgersson csodálatos utazása). Fordítás. 1994, ISBN 3-401-04496-6
- Nußknacker und Mausekönig (A Diótörő és az egérkirály). Felülvizsgálat. 1995, ISBN 3-401-04431-1
- Rettet dem Lehrer. Képregények. (Szerkesztő). 1996, ISBN 3-87038-282-1
- Prinz und Bettelknabe. (Koldus és királyfi) Fordítás. 1996, ISBN 3-401-04629-2
- Märchen aus 1001 Nacht. (Az Ezeregyéjszaka meséi) Történetek. 1999, ISBN 3-401-04941-0
- Der Tod kostet mehr als das Leben. Krimik. 2004, ISBN 3-88081-538-0
- augenzwinkernd. eine lyrische kammersinfonie in drei sätzen. Versek. 2008, ISBN 978-3-88081-505-6
- Der lächerliche Ernst des Lebens. Novella. 2010, ISBN 978-3-88081-518-6

### Színdarabok
- Das Wunderelixier. Ein Schulmärchen. 1984, ISBN 3-7695-1510-2
- Die chinesischen Gartenzwerge. Eine Farce voller Vorurteile. 1984, ISBN 3-7695-0586-7
- Die computergesteuerte Regenmaschine. Eine turbulente Gangsterjagd. 1986, ISBN 3-7695-0599-9
- Riesenfrieder, Kuchenkrümel und der große Bär. 1987, ISBN 3-7695-0332-5
- Das Fest der Frösche. Ein gewagtes Spiel mit Musik. 1993, ISBN 3-7695-0326-0
- Desperado oder Jeder ist seines Glückes Schmied. Deutscher Theaterverlag. Weinheim 1993, ISBN 3-7695-0326-0
- Klapsmühle. Sketche. 1998, ISBN 3-89778-704-0
- Das Zauberkissen. Märchenspiel. 2002, ISBN 3-7695-1728-8

## Fordítás
- Ez a szócikk részben vagy egészben  a   Peter Klusen című angol Wikipédia-szócikk ezen változatának fordításán alapul.  Az eredeti cikk szerkesztőit annak laptörténete sorolja fel. Ez a jelzés csupán a megfogalmazás eredetét és a szerzői jogokat jelzi, nem szolgál a cikkben szereplő információk forrásmegjelöléseként.

## Külső hivatkozások
- Peter Klusen a Német Nemzeti Könyvtár katalógusában (németül)
- Hivatalos honlap (németül)
- Autoren in Mönchengladbach - Peter Klusen, Hochschulbibliothekszentrum des Landes Nordrhein-Westfalen (németül)